# Зарослинский сельсовет
Зарослинский сельсовет — упразднённые административно-территориальная единица и муниципальное образование (сельское поселение) в Белозерском районе Курганской области.
Административный центр — деревня Большое Зарослое.
9 января 2022 года сельсовет был упразднён в связи с преобразованием муниципального района в муниципальный округ.

## История

### 1919—1960
Большезарослинский сельский Совет рабочих, крестьянских и красноармейских депутатов образован в 1919 году в Мендерской волости Курганского уезда.
Постановлениями ВЦИК от 3 и 12 ноября 1923 года в составе Курганского округа Уральской области РСФСР образован Белозерский район.
15 сентября 1926 года Большезарослинский сельсовет переименован в Зарослинский сельсовет.
17 января 1934 года Белозерский район включён в состав Челябинской области.
18 января 1934 года Зарослинский сельсовет включён в состав Чашинского района.
6 февраля 1943 года Чашинский район включён в состав Курганской области.
18 февраля 1960 года Зарослинский сельсовет упразднён, вошёл в состав Камаганского сельсовета.

### С 1985 года
Зарослинский сельсовет образован 11 октября 1985 года в Белозерском районе Курганской области.

## Население
| 1926 | 1989 | 2002 | 2004 | 2010 | 2012 | 2013 |
| ---- | ---- | ---- | ---- | ---- | ---- | ---- |
| 1051 | ↘402 | ↘334 | ↘332 | ↘242 | ↘239 | ↘231 |
| 2014 | 2015 | 2016 | 2017 | 2018 | 2019 | 2020 |
| ↘217 | ↘211 | ↘203 | ↘195 | ↘188 | ↘185 | ↘181 |

## Состав сельского поселения
| № | Населённый пункт | Тип населённого пункта          | Население |
| - | ---------------- | ------------------------------- | --------- |
| 1 | Большое Зарослое | деревня, административный центр | ↘144      |
| 2 | Малое Зарослое   | деревня                         | ↘98       |

## Местное самоуправление
Администрация сельсовета
641351, Курганская область, Белозерский район, д. Большое Зарослое, ул. Центральная, 9.

## Руководители

### Председатель Зарослинского сельского Совета народных депутатов
- октябрь 1985 — август 1989 — Мельникова Галина Васильевна
- сентябрь 1989 — октябрь 1993 — Человечков Виктор Васильевич

### Глава Администрации Зарослинского сельсовета
- октябрь 1993 — октябрь 1996 — Человечков Виктор Васильевич
- ноябрь 1996 — ноябрь 2000 — Сергеева Лидия Евгеньевна
- ноябрь 2000 — 2004 — Емельянов Алексей Михайлович

### Глава Зарослинского сельсовета
- 2004 — ноябрь 2004 — Емельянов Алексей Михайлович
- ноябрь 2004 — октябрь 2009 — Рагонян Киркор Хугасович
- 21 октября 2009 — сентябрь 2014 — Абабкова Светлана Владимировна
- С 17 сентября 2014 — Олларь Николай Григорьевич